# Syria na Letnich Igrzyskach Olimpijskich 2024
Syria na Letnich Igrzyskach Olimpijskich 2024 – występ kadry sportowców reprezentujących Syrię na igrzyskach olimpijskich, które odbyły się w Paryżu we Francji, w dniach 26 lipca – 11 sierpnia 2024.
Reprezentacja Syrii liczyła sześcioro zawodników – kobietę i pięciu mężczyzn, którzy wystąpili w 6 dyscyplinach.
Był to piętnasty start Syrii na letnich igrzyskach olimpijskich.

## Reprezentanci

### Gimnastyka
Gimnastyka sportowa
| Zawodnik    | Konkurencja               | Kwalifikacje | Kwalifikacje | Kwalifikacje | Kwalifikacje | Kwalifikacje | Kwalifikacje | Kwalifikacje | Kwalifikacje | Finał    | Finał    | Finał    | Finał    | Finał    | Finał    | Finał | Pozycja | Źródło |
| Zawodnik    | Konkurencja               | Przyrząd     | Przyrząd     | Przyrząd     | Przyrząd     | Przyrząd     | Przyrząd     | Razem        | Miejsce      | Przyrząd | Przyrząd | Przyrząd | Przyrząd | Przyrząd | Przyrząd | Razem | Pozycja | Źródło |
| Zawodnik    | Konkurencja               | F            | PH           | R            | V            | PB           | HB           | Razem        | Miejsce      | F        | PH       | R        | V        | PB       | HB       | Razem | Pozycja | Źródło |
| ----------- | ------------------------- | ------------ | ------------ | ------------ | ------------ | ------------ | ------------ | ------------ | ------------ | -------- | -------- | -------- | -------- | -------- | -------- | ----- | ------- | ------ |
| Lais Najjar | wielobój indywidualny (m) | 13.266       | —            | —            | 13.900       | 13.833       | 12.400       | 53.399       | —            | NQ       | NQ       | NQ       | NQ       | NQ       | NQ       | NQ    | NQ      | [ 1 ]  |

### Jeździectwo
Skoki przez przeszkody
| Zawodnik    | Konkurencja   | Koń                | Kwalifikacje | Kwalifikacje | Finał    | Finał    | Finał    | Dogrywka | Dogrywka | Dogrywka | Suma     | Suma     | Źródło |
| Zawodnik    | Konkurencja   | Koń                | Kary         | Pozycja      | Kary     | Czas     | Pozycja  | Kary     | Czas     | Pozycja  | Kary     | Pozycja  | Źródło |
| ----------- | ------------- | ------------------ | ------------ | ------------ | -------- | -------- | -------- | -------- | -------- | -------- | -------- | -------- | ------ |
| Amre Hamcho | indywidualnie | Vagabon Des Forets | wycofany     | wycofany     | wycofany | wycofany | wycofany | wycofany | wycofany | wycofany | wycofany | wycofany | [ 2 ]  |

### Judo
| Zawodnik    | Konkurencja | 1/32             | 1/16             | Ćwierćfinał      | Półfinał         | Repasaże         | Finał / 3. miejsce | Finał / 3. miejsce | Źródła |
| Zawodnik    | Konkurencja | Przeciwnik Wynik | Przeciwnik Wynik | Przeciwnik Wynik | Przeciwnik Wynik | Przeciwnik Wynik | Przeciwnik Wynik   | Pozycja            | Źródła |
| ----------- | ----------- | ---------------- | ---------------- | ---------------- | ---------------- | ---------------- | ------------------ | ------------------ | ------ |
| Hasan Bayan | -73 kg (m)  | Gassner P 00–10  | NQ               | NQ               | NQ               | NQ               | NQ                 | NQ                 | [ 3 ]  |

### Lekkoatletyka
| Zawodnik       | Konkurencja       | Runda 1 | Runda 1 | Runda 2 | Runda 2 | Półfinał | Półfinał | Finał | Finał   | Źródło |
| Zawodnik       | Konkurencja       | Wynik   | Miejsce | Wynik   | Miejsce | Wynik    | Miejsce  | Wynik | Miejsce | Źródło |
| -------------- | ----------------- | ------- | ------- | ------- | ------- | -------- | -------- | ----- | ------- | ------ |
| Alisar Youssef | bieg na 100 m (k) | 12.93 · | 28.     | NQ      | NQ      | NQ       | NQ       | NQ    | NQ      | [ 4 ]  |

### Pływanie
| Zawodnik    | Konkurencja            | Eliminacje | Eliminacje | Półfinał | Półfinał | Finał | Finał | Źródło |
| Zawodnik    | Konkurencja            | Czas       | Poz.       | Czas     | Poz.     | Czas  | Poz.  | Źródło |
| ----------- | ---------------------- | ---------- | ---------- | -------- | -------- | ----- | ----- | ------ |
| Omar Abbass | 200 m st. dowolnym (m) | 1:53.01    | 24.        | NQ       | NQ       | NQ    | NQ    | [ 5 ]  |

### Podnoszenie ciężarów
| Zawodnik  | Konkurencja | Rwanie | Rwanie  | Podrzut | Podrzut | Razem  | Pozycja | Źródło |
| Zawodnik  | Konkurencja | Wynik  | Pozycja | Wynik   | Pozycja | Razem  | Pozycja | Źródło |
| --------- | ----------- | ------ | ------- | ------- | ------- | ------ | ------- | ------ |
| Man Asaad | +102 kg (m) | 197 kg | 5.      | 241 kg  | 5.      | 438 kg | 5.      | [ 6 ]  |